# NGC 7269
NGC 7269 est une vaste galaxie spirale barrée relativement éloignée et située dans la constellation du Verseau. Sa vitesse par rapport au fond diffus cosmologique est de 9 219 ± 34 km/s, ce qui correspond à une distance de Hubble de 136,0 ± 9,5 Mpc (∼444 millions d'al). NGC 7269 a été découverte par l'astronome américain Francis Leavenworth en 1866.

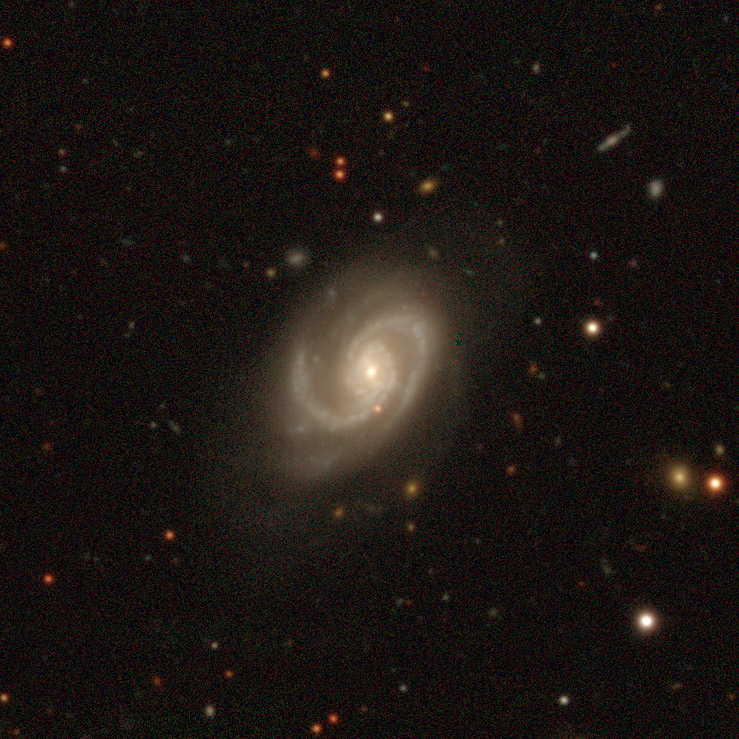
NGC 7269 par le projet « Legacy Surveys DR10 »

NGC 7269 des régions d'hydrogène ionisé. Selon la base de données Simbad, NGC 7269 est une galaxie active de type Seyfert 2.